# Psychotria aborensis
Psychotria aborensis là một loài thực vật có hoa trong họ Thiến thảo. Loài này được Dunn miêu tả khoa học đầu tiên năm 1920.